# Phelister severus
Phelister severus är en skalbaggsart som beskrevs av Heinrich Bickhardt 1917. Phelister severus ingår i släktet Phelister och familjen stumpbaggar. Inga underarter finns listade i Catalogue of Life.